# Bank Spółdzielczy w Piwnicznej-Zdroju
Bank Spółdzielczy w Piwnicznej-Zdroju – bank spółdzielczy z siedzibą w Piwnicznej-Zdroju w Polsce. Bank zrzeszony jest w Banku Polskiej Spółdzielczości S.A.
Prócz działalności bankowej BS w Piwnicznej-Zdroju prowadzi w budynku centrali ośrodek wypoczynkowy z 29 miejscami noclegowymi.

## Historia
Pierwsze walne zebranie Spółki Oszczędności i Pożyczek odbyło się 4 listopada 1905. Inicjatorem powstania spółki był proboszcz Piwnicznej ks. Jan Dagnan, który użyczył spółce lokal na plebanii. W 1924 zmieniono nazwę spółki na Kasa Stefczyka na cześć Franciszka Stefczyka.
W 1951 roku zmieniono nazwę na Gminna Kasa Spółdzielcza. Bank prowadził ówcześnie działalność w Domu Ludowym. Kolejnych zmian nazwy dokonano w 1956 na Kasa Spółdzielcza i w 1962 na Bank Spółdzielczy w Piwnicznej.
20 kwietnia 1984 otwarto dzisiejszy budynek banku. W dniu tym bank odznaczony został złotą odznaką „Za zasługi dla województwa nowosądeckiego”. 
W marcu 1993 roku bank został skomputeryzowany. W 1996 zrzeszył się w Małopolskim Banku Regionalnym SA w Krakowie.

## Władze
W skład zarządu banku wchodzą:
- prezes zarządu
- 2 członków zarządu

### Prezesi zarządu
- ks. Jan Dagnan (1905–1930)
- ks. Piotr Lewandowski (1930–1950)
- Józef Michalik (1950–1964)
- Stanisław Mróz (1964–2008)
- Antoni Romaniak (2008–2017)
- Janusz Wojciechowski (od 2017)

## Placówki
- Centrala w Piwnicznej-Zdroju ul. Rzeszutka 2
- filie:
  - Rytro
  - Łomnica-Zdrój